# Thidingkha
Thidingkha (nep. थिन्दिंखा) – gaun wikas samiti we wschodniej części Nepalu w strefie Kośi w dystrykcie Bhojpur. Według nepalskiego spisu powszechnego z 2001 roku liczył on 450 gospodarstw domowych i 2293 mieszkańców (1169 kobiet i 1124 mężczyzn).